# Antonio Scarpa
Antonio Scarpa (født 9. maj 1752 i Motta i Friuli, død 31. oktober 1832 i Pavia) var en italiensk anatom.
Scarpa studerede i Padua og i Bologna; han var 1772—1784 professor i anatomi og kirurgi i Modena, hvor han samtidig var overlæge ved militærhospitalet, men gjorde tillige rejser til Frankrig, hvor han så Frère Côme operere, og til England, hvor han besøgte William Hunter. De gode forhold, Scarpa havde arbejdet under i Modena, hvor der var blevet bygget et nyt anatomisk institut til ham, fortsattes senere i Pavia. Giovanni Alessandro Brambilla, der var livkirurg hos kejser Josef II af Østrig, havde nemlig i Paris lært Scarpa at kende, og foreslog nu kejseren, at Scarpa skulle overtage stillingen som anatomisk professor i Pavia. Dette skete 1783, og atter blev der bygget nye bygninger til ham.
Da franskmændene indtog Pavia 1796, var Scarpas ry så stort, at hans hus ene skånedes under plyndringen, men da han nægtede at aflægge ed på den nye forfatning, tog den cisalpinske republik retten til at undervise fra ham, indtil Napoleon igen indsatte Scarpa som universitetslærer. Scarpas syn tog af, og 1804 ville han trække sig tilbage, men på kejserens opfordring blev han, idet han opgav den anatomiske lærestol og kun beholdt den i klinisk kirurgi. Da det østrigske herredømme i Lombardiet var genoprettet, gav Frans I ham 1000 zecchiner til en udgave af et skrift om nerverne i underlivet, og han valgtes samtidig til direktør for det medicinske fakultet i Pavia.
Scarpas navn er knyttet til undersøgelser over knogledannelse hos fostre og kallus ved brud, endvidere til beskrivelse af fasciernes og ligamenternes forhold ved visse brokformer og til anatomiske begreber, som det såkaldte Trigonum femorale, til Ganglion vestibulare og Ganglion temporale og desuden til visse dannelser i ørets snegl. Nervus nasopalatinus (Scarpæ) kendes allerede af Domenico Cotugno. Blandt Scarpas skr mærkes følgende: De structura fenestræ rotundæ auris et de tympano secundario anatomicæ observationes (1772), Anatomicarum annotationum liber I: De nervorum gangliis et plexubus (1779); liber II: De organo olfactus (1785), Anatomicæ disquisitiones de auditu et olfactu (1789), Tabulæ neurologicæ ad ill. historiam anatomicam cardiacorum nervorum, noni neruorum cerebri, glossopharyngæi et pharyngæi ex octavo cerebri (1794). Pietro Vannoni udgav 1836 Scarpas Opere, I—V.